# Franse presidentsverkiezingen 1906

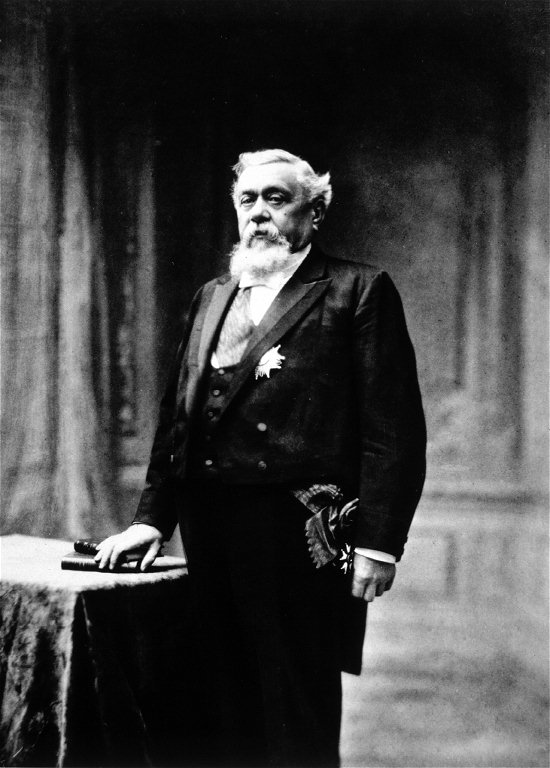
Armand Fallières

Op 18 februari 1906 werden er in Frankrijk presidentsverkiezingen gehouden. De verkiezingen werden gewonnen door Armand Fallières.
| Kandidaten       | politieke richting | ronde 1 |
| ---------------- | ------------------ | ------- |
| Armand Fallières | links              | 52,89%  |
| Paul Doumer      | radicaal           | 43,70%  |
| Anderen          | -                  | 3,30%   |